# Huyện (Thái Lan)
Huyện của Thái Lan (tiếng Thái: อำเภอ, amphoe hoặc phiên âm tiếng Việt: am-phơ) là đơn vị hành chính dưới cấp tỉnh ở khu vực nông thôn của Thái Lan. Đơn vị này thường được dịch là "huyện". Huyện lại được chia ra thành các tambon.
Thái Lan hiện có 877 quận huyện. Số lượng huyện trong mỗi tỉnh khác nhau. Diện tích và dân số các huyện cũng chênh lệch nhau nhiều, huyện có dân số ít nhất là Ko Kut (tỉnh Trat) với 2.042 dân, còn Mueang Samut Prakan (tỉnh Samut Prakan) có 435.122 dân.
Người đứng đầu các huyện do Bộ Nội vụ Thái Lan bổ nhiệm chứ không phải do dân bầu ra, và là nhân viên cấp dưới của tỉnh trưởng.
Những huyện đồng thời là nơi đặt trụ sở của chính quyền tỉnh được gọi là amphoe mueang, còn những huyện vùng sâu vùng xa (so với trung tâm tỉnh) được gọi là king amphoe. Do nhu cầu quản lý hành chính, chức năng của hai loại huyện này có khác với các huyện bình thường.